# Camp de Hamburg-Hammerbrook (kommando de localisation de bombes)
 (octobre 2024).
Si vous disposez d'ouvrages ou d'articles de référence ou si vous connaissez des sites web de qualité traitant du thème abordé ici, merci de compléter l'article en donnant les références utiles à sa vérifiabilité et en les liant à la section « Notes et références ».
 (octobre 2024).
Le camp de Hambourg-Hammerbrook (kommando de localisation de bombes) (Kommando am Brackdamm) est une unité de travail forcé dépendant du camp de concentration de Neuengamme, mise à la disposition des autorités municipales et portuaires de Hamboug pour mener des opérations de localisation et de désamorçage des bombes inexplosées.
À partir de 1942, le cours de la guerre oblige l’Allemagne nazie à enrôler de nouvelles classes de conscrits qui laissent un vide dans les chaînes de production. Pour compenser ces pertes, les autorités mobilisent d’abord la population féminine, puis des travailleurs forcés étrangers, et finalement la population concentrationnaire. Moyennant finances, la SS organise la mise à disposition des déporté(e)s, soit en installant des entreprises à l'intérieur des camps de concentration, soit en détachant des unités de travail forcé dans des ateliers ou sur des chantiers (Kommandos extérieurs) . Sur la durée de la guerre, Neuengamme administre ainsi dans toute l'Allemagne et jusque dans les îles anglo-normandes, près de 90 Kommandos extérieurs (60 masculins et 24 féminins) qui restent rattachés à leur camp d'origine. La gestion de la main-d'œuvre concentrationnaire donne lieu à d'incessants transferts de détenu(e)s qui empêchent parfois de reconstituer un état des lieux précis des effectifs et des pertes.

## Création
À la mi-1944, à la suite des bombardements alliés sur Hambourg, un Kommando de 35 détenus environ est logé dans un bâtiment de l'école primaire de la rue Brackdamm, dans le quartier Hammerbrook du port de Hambourg.

## Travail forcé
Les détenus doivent repérer les bombes inexplosées et les désamorcer sans avoir reçu la moindre formation, un travail pénible et très dangereux.

« ... notre travail consistera, à la suite d’un bombardement aérien, à déterrer les bombes non éclatées.
Constitués en équipes de six, sous l’autorité d’un artificier allemand et sous la garde de quatre « schuppos » par équipe, nous sillonnons dans tous les sens la ville déjà détruite de Hambourg. Dès que l’artificier avait détecté l’emplacement d’une bombe non éclatée, il fallait creuser de 4 à 5 mètres de profondeur, parfois dans l’eau, dégager la bombe, la crocheter à l’anneau de fixation et, au moyen d’un palan, l’amener au niveau du sol, ensuite la charger sur un camion. La bombe était ainsi transportée sur un terrain approprié pour y être détruite.
Ce travail plein de danger s’accomplissait dans le silence, la mort rôdait autour de nous. Journellement des bombes éclataient, réduisant ainsi petit à petit ce kommando dangereux. »

— Roger Gély, Neuengamme, témoignage, 1947.
Le kommando de déminage « am Brackdamm » aurait encore existé le 25 mars 1945. On ne sait rien du sort des détenus.